# A Woman of Impulse
A Woman of Impulse è un film muto del 1918 diretto da Edward José.
La sceneggiatura di Eve Unsell si basa sull'omonimo lavoro teatrale di Louis K. Anspacher che andò in scena a Broadway all'Herald Square Theatre il 1º marzo 1909.

## Trama

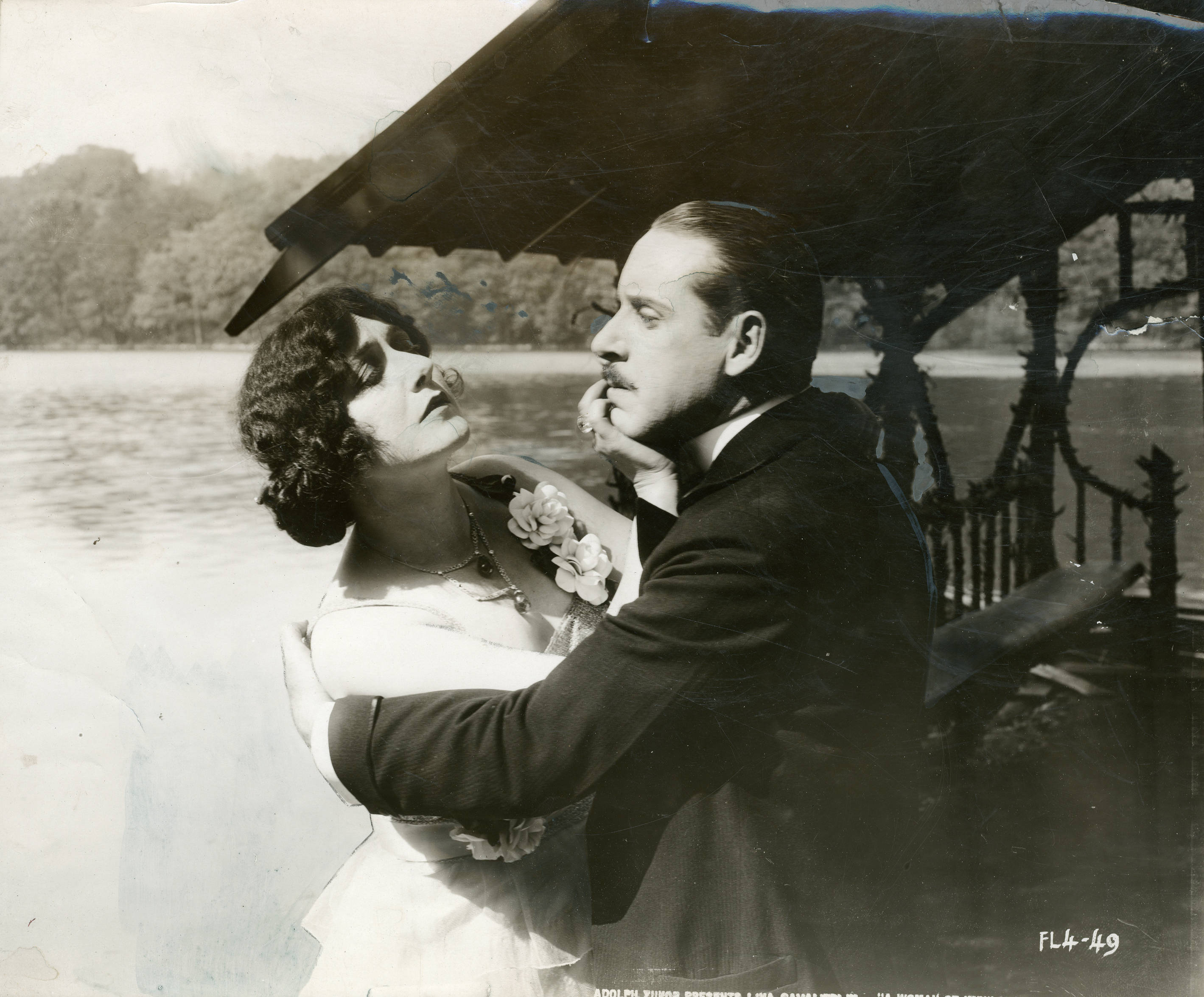
Lina Cavalieri e Robert Cain

Figlia di una povera merlettaia, Leonora ha una bellissima voce ma non può studiare canto finché lei e sua sorella Nina non vengono adottate dagli Stuart, due ricchi americani. Leonora diventa una famosa cantante, chiamata "La Vecci". A Parigi, tra i suoi molti ammiratori, sceglie tra tutti il conte Nerval, uno spagnolo innamorato ma molto geloso. I due si sposano e si recano negli Stati Uniti dove Leonora viene insidiata da Philip, il cugino di Nerval, che la donna aveva già respinto a Parigi. A un ennesimo rifiuto della cantante, Philip si mette a corteggiare sua sorella Nina. Leonora, sapendo che la ragazza è impegnata con il dottor Spencer, supplica Philip di lasciarla in pace ma Philip, come risposta, la prende tra le braccia. La donna si ribella e cerca di pugnalarlo, poi sviene. Quando si risveglia, vede accanto a sé l'uomo morto. Credendo di essere lei la colpevole, non reagisce quando viene accusata dell'omicidio. Ma la vera assassina è una creola, ex amante di Philip, che scagiona con la sua confessione Leonora che, riabilitata, ritorna dal suo conte innamorato.

## Produzione
Il film fu prodotto dalla Famous Players-Lasky Corporation

## Distribuzione
Il copyright del film, richiesto dalla Famous Players-Lasky Corp., fu registrato il 18 settembre 1918 con il numero LP12889.
Distribuito dalla Paramount Pictures e dalla Famous Players-Lasky Corporation, il film - presentato da Adolph Zukor - uscì nelle sale cinematografiche statunitensi il 29 settembre 1918.
Non si conoscono copie ancora esistenti della pellicola che viene considerata presumibilmente perduta.